# Tanystylum isthmiacum
Tanystylum isthmiacum là một loài nhện biển trong họ Ammotheidae. Loài này thuộc chi Tanystylum. Tanystylum isthmiacum được miêu tả khoa học năm 1955 bởi Stock.